# Förster Ottó
Förster Ottó János Lajos (Pécsvárad, 1853. november 18. – Budapest, 1911. május 13.) Vas vármegye törvényhatóságának a tagja, a sárvári kerület 14 éven át országgyűlési képviselője, szolgálaton kívüli honvédhuszár főhadnagy, földbirtokos.

## Élete
Apja Förster Béla (1825–1894), hites ügyvéd, anyja nemes Horváth Etelka (1835–1912).
A gimnáziumot Kalocsán és Pécsen végezte. 1874 és 1875 között a keszthelyi felsőbb gazdasági tanintézetet látogatta. Mint önkéntes a 7. sz. huszárezredben szolgált; 1878-ban mint hadnagy a Szapáry-hadtestben végig részt vett Bosznia katonai okkupációjában. A honvédséghez főhadnagyi ranggal jött; amelyben idős korára is szolgálaton kívüli viszonyban volt. 1892-ben mint a szabadelvű párt híve a sárvári kerületben lett képviselő. Az egyház-politikai törvényjavaslatok benyújtása alkalmával ő is kilépett a szabadelvű párthói és 1896-ban mint pártonkívüli választatott meg. 1900-ban belépett a néppártba és 1901-ben, valamint 1905-ben néppárti programmal választották meg országgyűlési képviselővé.

## Házasságai és leszármazottjai
1879. szeptember 7-én Balozsaiban feleségül vette az ősrégi nemesi származású rumi és rábadoroszlói Rumy Mária Anna (Balozsa, 1863. július 30.– Pécs, 1890. július 26.) kisasszonyt, akinek a szülei rumi és rábadoroszlói Rumy Miklós (1826–1878), földbirtokos, és a nemesi szladeoviczi Szladovits családból való szladeoviczi Szladovits Emília (1833–1889) voltak. A menyasszonynak az apai nagyszülei rumi és rábadoroszlói Rumy Ignác (1785–1846), táblabíró, földbirtokos és Feichtinger Jozefa (1802–1887) voltak. Az anyai nagyszülei szladeovici Szladovits Gergely (1805–1880), jogász, táblabíró, zalaboldogfai földbirtokos, és egyházasbüki Simon Mária (1805–1834) voltak. Az anyai nagyapai dédszülei szladeoviczi Szladovits József (1773–1829), táblabíró, földbirtokos, és a tekintélyes boldogfai Farkas család sarja, boldogfai Farkas Marianna (1783–1819) voltak. Förster Ottóné Rumy Máriának az anyai nagybátyja Szladovits Ferenc (1829–1878), táblabíró, 1848-49-es honvéd százados, jogász, földbirtokos volt. Förster Ottó és Rumy Mária frigyéből született:
- Förster Mária Emília Adél (Balozsai, 1880. szeptember 25.–Bécs, 1904. július 16.). Férje: szentmártoni Radó Lajos (Répcelak, 1880. február 5.–Répcelak, 1942. december 9.), a Felső-dunántúli Mezőgazdasági Kamara elnöke, földbirtokos.[9]
- Förster Miklós Géza Ottó (Balozsai, 1882. szeptember 10.–Budapest, 1930. október 4.), vasmegyei tiszteletbeli főszolgabíró.[10] Felesége: Buday Ilonka a Bodonyi színtársulat primadonnája.
- Förster Ottó Lajos Béla (Balozsai, 1883. december 6.). Felesége: szentmártoni Radó Erzsébet (Répcelak, 1881. március 3.)

Házastársa halála után Budapesten, 1895. június 20-án Förster Ottó feleségül vette a főnemesi származású gróf kisserényi Serényi Lúdmilla Alojzia Mária Anna (Putnok, Gömör vármegye, 1858. április 17.) úrhölgyet, akinek a szülei gróf kisserényi Serényi László (1815–1893), földbirtokos és gróf Bubna Ludmilla (1827–1866) voltak.